# Engwiller

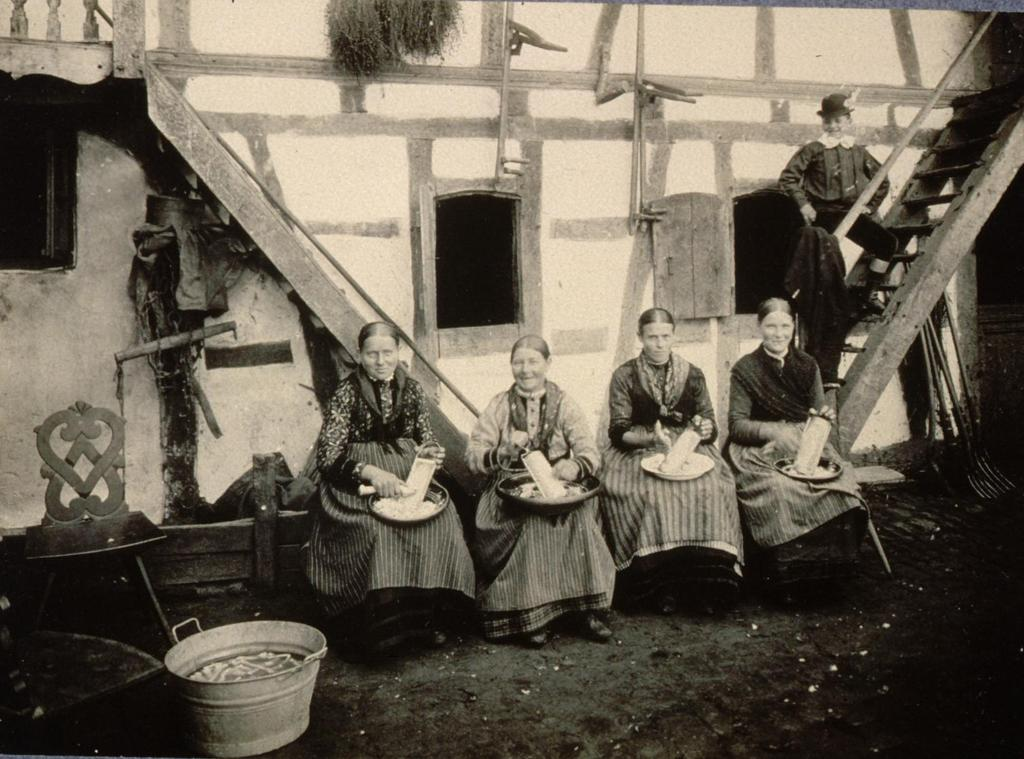
Frauen in Alltagstracht 1909

Engwiller (deutsch: Engweiler) ist eine französische Gemeinde mit 478 Einwohnern (Stand 1. Januar 2021) im Département Bas-Rhin in der Region Grand Est (bis 2015 Elsass).

## Geografie
Engwiller ist ein Haufendorf. Eine Nebenstraße dient als Rue Principale (Hauptstraße). Das Gemeindegebiet ist teils bewaldet.

## Geschichte

### Mittelalter
Die Herrschaft Lichtenberg kaufte das Dorf Engweiler in der Mitte des 14. Jahrhunderts: 1350 erste Rechte von Diemar Bogener von Hagenau, 1355 ist das Dorf dann endgültig bei Lichtenberg. Es war ein Lehen der Fürstabtei Murbach. Durch Gebietserwerb im 14. Jahrhundert mussten zu Beginn des 15. Jahrhunderts die zu umfangreich gewordenen Ämter Ingweiler und Buchsweiler der Herrschaft Lichtenberg neu organisiert werden. Dabei wurde unter anderem das Amt Pfaffenhofen ausgegliedert und verselbständigt, zu dem auch Engweiler gehörte.
Anna von Lichtenberg (* 1442; † 1474), eine der beiden Erbtöchter Ludwigs V. von Lichtenberg (* 1417; † 1474) heiratete 1458 den Grafen Philipp I. den Älteren von Hanau-Babenhausen (* 1417; † 1480), der eine kleine Sekundogenitur aus dem Bestand der Grafschaft Hanau erhalten hatte, um heiraten zu können. Durch die Heirat entstand die Grafschaft Hanau-Lichtenberg. Nach dem Tod des letzten Lichtenbergers, Jakob von Lichtenberg, eines Onkels von Anna, erhielt Philipp I. d. Ä. 1480 die Hälfte der Herrschaft Lichtenberg. Zu dieser Hälfte gehörte auch das Amt Pfaffenhofen mit Engweiler.

### Neuzeit
Graf Philipp IV. von Hanau-Lichtenberg (1514–1590) führte nach seinem Regierungsantritt 1538 die Reformation in seiner Grafschaft konsequent durch, die nun lutherisch wurde.
Durch die Reunionspolitik Frankreichs fielen 1680 erhebliche der im Elsass gelegenen Teile der Grafschaft Hanau-Lichtenberg unter die Oberhoheit Frankreichs. Dazu zählte auch das Amt Pfaffenhofen.
1736 starb mit Graf Johann Reinhard III. der letzte männliche Vertreter des Hauses Hanau. Anschließend kam das Dorf an die Nassau-Ottweiler.

### Bevölkerungsentwicklung
| 1962 | 1968 | 1975 | 1982 | 1990 | 1999 | 2006 | 2017 |
| ---- | ---- | ---- | ---- | ---- | ---- | ---- | ---- |
| 365  | 384  | 414  | 406  | 443  | 432  | 450  | 501  |

## Wirtschaft
Wichtige Erwerbszweige sind die Landwirtschaft und das Kleingewerbe.